# 元缅战争
元缅战争（မွန်ဂို–မြန်မာ စစ် (၁၂၇၇–၁၂၈၇)）是1277年至1287年间元朝皇帝忽必烈派军攻打缅甸蒲甘王朝而引發的战争。战争以元军胜利、蒲甘王朝沦为元朝附庸国而告终。

## 背景
1271年，元朝建立后，忽必烈派遣使節乞脫因出使蒲甘，要求蒲甘王朝國王那羅梯訶波帝歸順元朝。那羅梯訶波帝拒見使臣，朝臣們商議後派出價博，攜帶友好國書前往北京。1272年，那羅梯訶波帝派兵攻打內附元朝的金齒部落，虜走頭目阿郭的父親阿必，得到贖金後才放還。
1273年，蒲甘使節價博在忽必烈的允許下瞻仰了北京的舍利。他帶回了元朝的使節馬剌失里、乞脫因，以及忽必烈的詔書，忽必烈要求那羅梯訶波帝派遣王族子弟或貴重大臣到北京以示友好，不然兩國可能兵戎相交。《琉璃宮史》記載那羅梯訶波帝認為元朝使臣不懂禮節，不顧首相阿難多畢悉的反對，處死了元使，《元史》則記載使節無恙。1274年，雲南上報朝廷説緬王那羅梯訶波帝沒有歸降的意思，使節一去不返，建議征討，忽必烈則下諭姑且緩之。

## 戰事

### 牙嵩延之戰
1277年4月，那羅梯訶波帝以阿難多畢悉、揚達畢悉為將率軍攻打金齒千額總管阿禾，阿禾向大理路元將忽都告急。忽都與信苴日、脫羅脫孩率元軍與緬軍於牙嵩延遭遇，史稱牙嵩延之戰。牙嵩延的位置一說在永昌府（今保山市）西南，一說在南甸府（今梁河縣），另說牙嵩延一詞即為南宋甸。《元史》記載此役元軍有700人、緬軍有四五萬人、800戰象、一萬匹馬，《馬可波羅行紀》載元軍有12,000騎兵，緬軍有60,000步騎、2,000戰象。兩軍交接之初，元軍戰馬受緬軍戰象驚嚇，向後退卻。忽都令軍士系馬於附近森林，以密林為掩護，步戰射象，不久緬軍戰象死傷大半，逃象回奔緬軍方向，緬軍受踩踏死傷無數。元軍上馬續戰，大敗緬軍。

### 江心之戰
1277年10月，元將納速剌丁率軍3,800餘人攻佔江心城（或稱江頭城），毀去緬軍大量城寨，招降許多周邊部落，後因氣候炎熱還師。

### 第二次牙嵩延之戰
1283年，元宗王相吾答兒與右丞太卜、參知政事也罕的斤率軍征緬，兵分二路進攻牙嵩延，元軍圍城兩月後牙嵩延陷落。《琉璃宮史》對此役有誇張的記載，據說參戰緬軍共四十萬人，元軍兩千萬人、馬六百萬匹。6天後，元軍再度攻佔江心城，擊殺萬餘緬軍，後留袁世安守城。

### 緬境戰事
1284年，元軍沿伊洛瓦底江南下，攻佔太公城。1285年1月，元軍攻佔罕林城，離蒲甘城只剩270公里的距離。那羅梯訶波帝驚惶失措，他南逃到达拉，後又轉移至長子烏沙那鎮守的勃生，蒲甘王國境內叛亂四起。那羅梯訶波帝因其懦弱的表現而被冠以稱號德由披敏（Taruk-Pyay Min），意為「對蒙古軍怯戰逃跑的王」。
1287年，那羅梯訶波帝遣使至雲南乞降，元廷應允，派遣達魯花赤出使其國。那羅梯訶波帝計劃先到卑謬召集軍隊，再北上回蒲甘城，然而在卑謬，那羅梯訶波帝被鎮守此地的梯訶都逼迫服毒而死。那羅梯訶波帝死後，元雲南王也先帖木兒、元將張萬等人率軍攻破蒲甘城，元軍死傷七千餘人，元緬戰事自此消停，戰後元軍留兵駐紮，範圍南至卑謬附近的多盧末（Tarokmaw）。但近來的研究認為元軍不曾攻至蒲甘，而是被撣族三兄弟阿散哥也、阿剌者僧加藍、僧哥速率軍擊退。

## 後續
梯訶都謀殺父王之後，又到勃生殺了兄長烏沙那。梯訶都隨後進攻达拉的憍苴，被憍苴擊退。後來梯訶都在進攻勃固的戰事中身死。1289年，憍苴北上返回蒲甘即位為王。1297年，憍苴派遣長子信合八的去北京朝覲元成宗鐵穆耳，鐵穆耳封憍苴為緬王、信合八的為緬國世子。
1298年，阿散哥也等撣族三兄弟起兵推翻憍苴，立憍苴子鄒聶為王，阿散哥也將憍苴囚禁在敏象城（或稱木連城）。1299年，阿散哥也處死了憍苴、信合八的。1300年，鐵穆耳命忙兀都魯迷失、薛超兀兒、劉德祿、高阿康等人率元軍12,000人征討阿散哥也。元軍圍敏象城數月，但始终未能破城。而敏象城中糧食匱乏，阿散哥也重金賄賂了元軍眾將。1301年，元軍以氣候炎熱、瘴癘為由退兵。元相完澤查處此事，領軍將帥大多受到重罰，元軍於1303年徹底退出緬甸。